# Aegothelidae
Ordre
Famille
Genre
Les Aegothelidae (ou ægothelidés en français) sont une famille d'oiseaux constituée du seul genre Aegotheles  et de 9 espèces existantes d'égothèles, dont l'apparence évoque celle des hiboux. Les espèces sont limitées à la Nouvelle-Guinée, une espèce vit en Australie et en Tasmanie, une autre aux Moluques et une en Nouvelle-Calédonie. Ils vivent dans des forêts denses, l'espèce australienne également dans la brousse ouverte.

## Description
Les égothèles sont des oiseaux de taille petite à moyenne (18 à 30 cm). En apparence, notamment avec leur tête ronde et leur posture assise, ils ressemblent à des hiboux. Ses yeux sont de côté. Leurs becs durs sont courts et large et entourés de plumes en forme de poils à la base du bec. Ils ont de pattes courtes et délicates par rapport à leur corps, et adoptent une attitude dressée quand ils se perchent. Leur dessin est constitué de fines vagues sombres sur une couleur de base claire ou de gros points blancs.

## Mode de vie

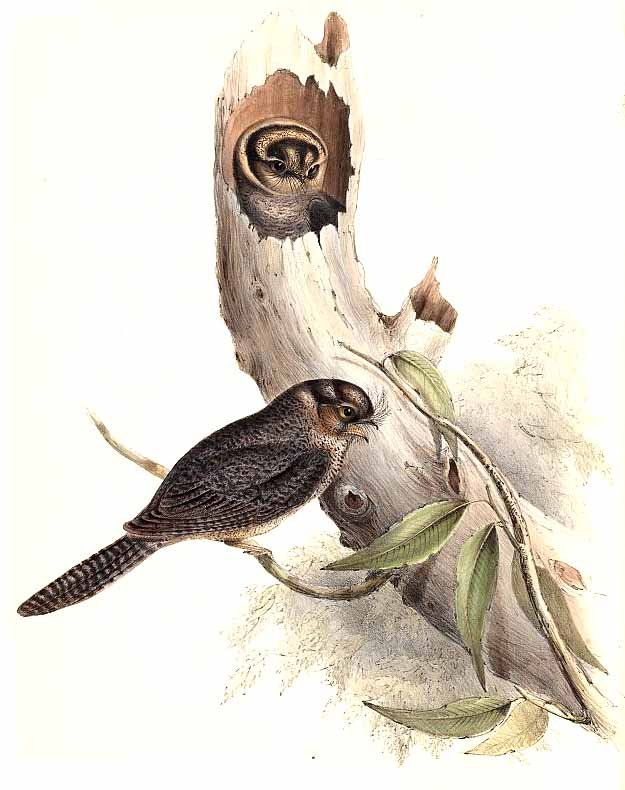
Dessin de John Gould d'Égothèle d'Australie (Aegotheles cristatus)

Nocturnes et crépusculaires, ce sont des oiseaux solitaires se reposant dans les creux des arbres ou sur les branches pendant la journée. La nuit et au crépuscule, ils recherchent des insectes, des araignées et d'autres invertébrés au sol ou attrapent leurs proies dans les airs. Les égothèles se reproduisent dans les creux des arbres, parfois aussi dans des grottes situées sur des berges escarpées, et y passent la journée. Ils ne construisent pas réellement de nid, ils tapissent simplement la surface de feuilles. Leurs trois à cinq œufs sont blancs et tachetés et ont un éclat soyeux. Les jeunes oiseaux sont couchés. Sinon, leur comportement reproductif est inconnu. Les égothèles émettent des roucoulements, des sifflements doux, des sifflements forts et des cris.

## Habitat et répartition
On les trouve principalement en Nouvelle-Guinée, mais également aux Moluques, en Australie, en Tasmanie et en Nouvelle-Calédonie, où ils fréquentent principalement les forêts et les zones arborées, une espèce s'aventurant dans les lieux garnis de broussailles éparses et sèches.

## Position taxinomique
Cette famille a par le passé été placée dans les ordres des Caprimulgiformes ou des Strigiformes dans la classification de Sibley.
Toutefois, certaines études morphologiques comparatives ont montré qu'ils étaient plus proches des Apodiformes avec qui ils partagent un ancêtre commun plus récent.
Le Congrès ornithologique international le place actuellement dans son propre ordre, les Aegotheliformes ; ce traitement est notamment soutenu par une étude de Chen et al. datant de 2019, ainsi que d'autres études plus anciennes. L'étude de Chen suggère que le taxon pourrait être vieux de plus de 23 millions d'années, bien que cela reste à confirmer.

## Liste des espèces

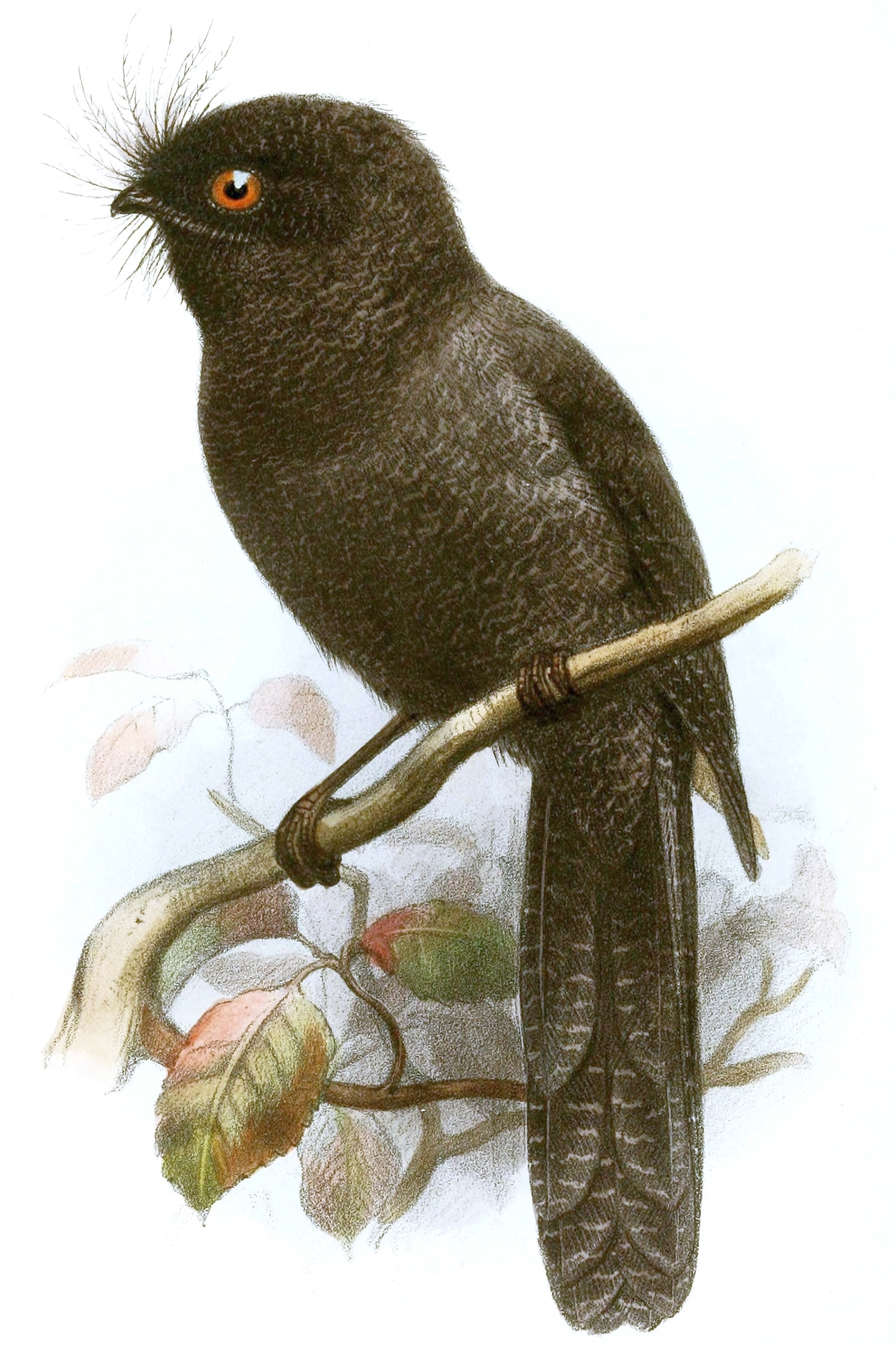
Égothèle calédonien (Aegotheles savesi)

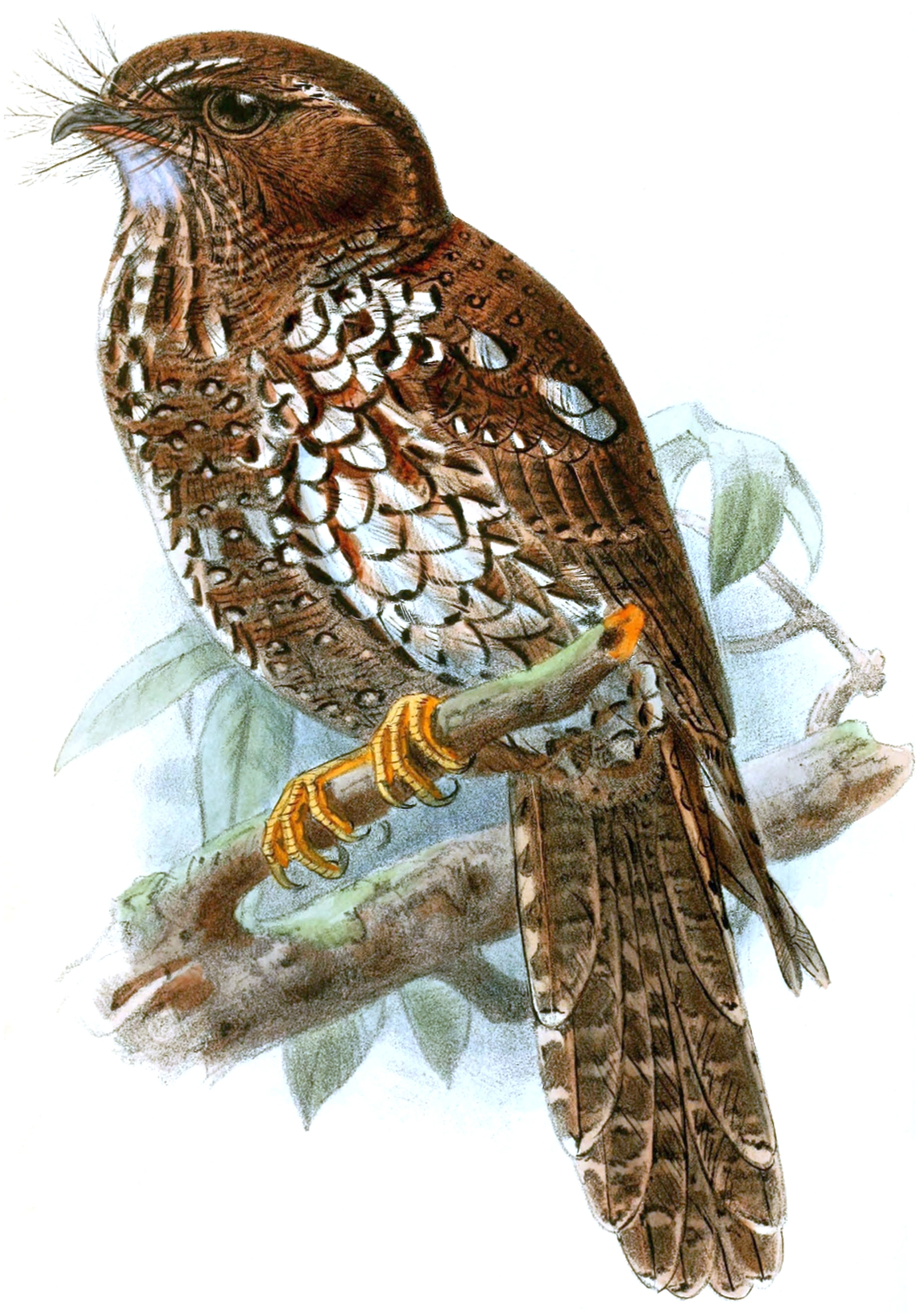
Grand Égothèle (Aegotheles insignis)

D'après la classification de référence (version 13.1, 2023) du Congrès ornithologique international (ordre phylogénique) :
- Genre Quipollornis Rich & McEvey 1977 (Miocène inférieur/moyen de la Nouvelle-Galles du Sud)
  - †Quipollornis koniberi Rich & McEvey 1977
- Genre Aegotheles
  - †Aegotheles novaezealandiae Scarlett 1968 (préhistorique ; anciennement Megaegotheles)
  - Aegotheles insignis – Grand Égothèle Salvadori 1876
  - Aegotheles tatei – Égothèle de Tate Rand 1941
  - Aegotheles crinifrons – Égothèle des Moluques (Bonaparte 1850)
  - Aegotheles wallacii – Égothèle de Wallace Gray 1859
  - Aegotheles albertisi – Égothèle montagnard Sclater 1874
  - Aegotheles savesi – Égothèle calédonien Layard & Layard 1881
  - Aegotheles bennettii – Égothèle de Bennett Salvadori & Albertis 1875
    - A. b. bennettii Salvadori & Albertis 1875
    - A. b. plumifer Ramsay 1883
    - A. b. terborghi Diamond 1967
    - A. b. wiedenfeldi Laubmann 1914

  - Aegotheles affinis – Égothèle affin Salvadori 1876
  - Aegotheles cristatus – Égothèle d'Australie (Shaw 1790)
    - A. c. cristatus (Shaw 1790)
    - A. c. tasmanicus Mathews 1918

Un fossile de tarsométatarse droit proximal (MNZ S42800) a été trouvé dans la formation de Bannockburn du groupe Manuherikia près de la rivière Manuherikia à Otago, en Nouvelle-Zélande. Datant du Miocène inférieur à moyen (Altonien, il y a 19 à 16 millions d'années), il semble représenter un égothèle ancestral d’A. novaezealandiae. En 2022, un spécimen supplémentaire de la même localité a été décrit par Worthy et al. comme une nouvelle espèce éteinte d’Aeotheles, A. zealandivetus. Le spécimen holotype est NMNZ S.52917, un tarsométatarse droit distal.

### Publication
- Worthy, Trevor H.; Tennyson, A.J.D.; Jones, C.; McNamara, J.A. & Douglas, B.J. (2007): Miocene waterfowl and other birds from central Otago, New Zealand. J. Syst. Palaeontol. 5(1): 1–39. DOI 10.1017/S1477201906001957 (HTML abstract)